# Albertslund Idrætsforening
Albertslund Idrætsforening (AlF) er en idrætsforening i Albertslund, som blev stiftet den 28. august 1920. Dengang var navnet Vridsløselille Idrætsforening (VIF), som det var op til 1966, hvor det blev ændret til AIF. Foreningen har badminton, bordtennis, cricket, fodbold, gymnastik, håndbold, senioridræt, svømning og tennis på programmet. Albertslund Idrætsforening holder til på forskellige lokaliteter rundt om i Albertslund Kommune, men hører hovedsageligt hjemme på Albertslund Stadion.

## Fodbold i AIF
Fodboldafdelingen blev etableret med selve idrætsforeningen i 1920. Klubbens første fodboldsæson var i 1921, hvor klubben bl.a. var i pulje med lokalrivalerne fra Risby og Herstedvester.
Klubbens højeste rangering i fodbold var i sæsonerne 1987-1989 hvor de spillede i 3. division (Dengang var der ingen superliga)
Hidtid er klubben største fodboldstriumf at vinde Danmarksmesterskabet
i indendørs fodbold i 2005, samt at vinde DM i futsal i 2008 og 2009.
Udvalgte resultater:
- 2008/2009:  Guld (Futsal)
- 2007/2008:  Guld (Futsal)
- 2006/2007:  Sølv
- 2005/2006:  Bronze
- 2004/2005:  Guld

## Gymnastik i AIF
Gymnastikafdelingen blev etableret i 1920. Den første gymnastikopvisning fandt sted om aftenen den 4. december 1921 på Roskilde Kro. Der var i alt 77 gymnaster drenge, piger, damer og herrer der deltog.
I 2011 oprettede AIF Gymnastik i samarbejde med Vallensbæk Gymnastik overbygningen TeamGym Albertslund/Vallensbæk (TGAV), hvor alle konkurrencegymnaster fra de to foreninger nu er samlet.

## Badminton i AIF
Badmintonafdelingen blev stiftet den 16. februar 1944 og hører således til en af de ældste afdelinger i AIF.

## Håndbold i AIF
Håndboldafdelingen blev stiftet i 1965. I 2000 indledte Albertslund IF Håndbold og Glostrup Håndbold et holdfællesskab i AG Håndbold.
I sæsonen 2007/2008 rykkede herre holdet op i 2. division, og Søren Herskind ansattes som træner for holdet i 4 år med Klavs Bruun Jørgensen som anden halvdel af trænerteamet.

## Bordtennis i AIF
Bordtennisafdelingen blev stiftet i 1966.
En af danmarks bedste bordtennisspillere Jonathan Groth begyndte sin karriere i klubben.

## Svømning i AIF
Svømmeafdelingen blev stiftet i 1967, og er den afdeling som med talrige danske mesterskaber resultatmæssigt er foreningens mest fremtrædende.
AIF Svømning deltager sammen med svømmeklubberne i Vallensbæk, Tåstrup og Glostrup i elitesamarbejdet VAT, hvis formål er at skabe bedst mulige vilkår for elitesvømningen i de fire klubber.

## Tennis i AIF
Tennisafdelingen blev stiftet 23. januar 1971. Den første sæson spillede man i hallerne på Albertslund Stadion da klubben ikke havde nogle udendørsbaner.
I 1973 blev de to første udendørs kunststofbaner taget i brug og i 1978 yderligere to. I 1986 fik klubben yderligere to nye grusbaner, hvor kommunen anlagde den ene og klubben den anden. 1991-95 fik fire af banerne kunstgræs. En tennisskulptur af den lokale kunstner, Ebbe Sonne, står ved klubhuset.

## Cricket i AIF
Cricketafdelingen er en nyere afdeling i AIF.

## Senioridræt i AIF
Senioridrætafdelingen blev stiftet i 2001.
Afdelingen er for personer over 60 år, og kan bl.a. tilbyde rygtræning, yoga, Tai Chi, vandgymnastik, line dance, senior volley, stavgang, krocket, krolf, petanque, bowling og cykelture.